# José Balbino
José Balbino, de son nom complet José Balbino da Silva , est un footballeur portugais né le 23 mars 1896 à Porto et mort à une date inconnue. Il évoluait au poste d'attaquant.

## Biographie

### En club
José Balbino est joueur du SC Salgueiros de 1913 à 1917,.
Il rejoint le FC Porto en 1917 et est une des figures majeures du club portiste avant-guerre.
A une époque où la première division portugaise actuelle dans son format actuel n'existait pas, les clubs portugais disputent leur championnat régional ainsi qu'un Championnat du Portugal dont le format se rapproche beaucoup de l'actuelle Coupe du Portugal. Balbino remporte à deux reprises l'édition du Championnat national en 1922 et en 1925.
Avec le FC Porto, il est aussi, par 11 fois, champion de Porto.

### En équipe nationale
International portugais, il reçoit une unique sélection en équipe du Portugal.
Le 16 décembre 1923, il joue contre l'Espagne (défaite 0-3 à Séville).

## Palmarès
FC Porto
- Championnat du Portugal (2) :
  - Champion : 1921-22 et 1924-25.

- Championnat de Porto (11) :
  - Champion : 1918-19, 1919-20, 1920-21, 1921-22, 1922-23, 1924-25, 1925-26, 1926-27, 1927-28, 1928-29 et 1929-30.